# Campeonato Potiguar 2016
In 2015 werd het 97ste Campeonato Potiguar gespeeld voor voetbalclubs uit de Braziliaanse staat Rio Grande do Norte. De competitie wordt georganiseerd door de FNF en wordt gespeeld van 23 januari tot 7 mei. ABC werd kampioen. 

## Eerste toernooi

### Eerste fase
| Plaats | Club                | Wed. | W | G | V | Saldo | Ptn. |
| ------ | ------------------- | ---- | - | - | - | ----- | ---- |
| 1.     | América de Natal    | 7    | 5 | 0 | 2 | 17:5  | 15   |
| 2.     | Globo               | 7    | 4 | 2 | 1 | 13:7  | 14   |
| 3.     | Potiguar de Mossoró | 7    | 4 | 2 | 1 | 11:6  | 14   |
| 4.     | ASSU                | 7    | 3 | 2 | 2 | 10:11 | 11   |
| 5.     | Baraúnas            | 7    | 3 | 1 | 3 | 8:8   | 10   |
| 6.     | ABC                 | 7    | 2 | 1 | 4 | 6:8   | 7    |
| 7.     | Alecrim             | 7    | 2 | 0 | 5 | 5:14  | 6    |
| 8.     | Palmeira            | 7    | 1 | 0 | 6 | 7:18  | 3    |

|  | Finale eerste toernooi |

### Finale
Na een 0-0 stand werd er een verlenging gespeeld. Nadat deze ook geen winnaar opleverde werd de overwinning toegekend aan America door betere resultaten in de groepsfase.
|                    |                  |       |       |                                             |
| 28 februari Finale | América de Natal | 0 – 0 | Globo | Arena das Dunas, Natal Toeschouwers: 17.628 |
| 28 februari Finale |                  |       |       | Arena das Dunas, Natal Toeschouwers: 17.628 |

| América | Globo |

## Tweede toernooi

### Eerste fase
| Plaats | Club                | Wed. | W | G | V | Saldo | Ptn. |
| ------ | ------------------- | ---- | - | - | - | ----- | ---- |
| 1.     | ABC                 | 7    | 4 | 2 | 1 | 11:4  | 14   |
| 2.     | Alecrim             | 7    | 4 | 2 | 1 | 12:7  | 14   |
| 3.     | Potiguar de Mossoró | 7    | 3 | 3 | 1 | 8:5   | 12   |
| 4.     | Globo               | 7    | 3 | 2 | 2 | 12:8  | 11   |
| 5.     | Baraúnas            | 7    | 3 | 2 | 2 | 8:8   | 11   |
| 6.     | ASSU                | 7    | 2 | 3 | 2 | 8:10  | 9    |
| 7.     | América de Natal    | 7    | 1 | 2 | 4 | 10:7  | 5    |
| 8.     | Palmeira            | 7    | 0 | 0 | 7 | 5:25  | 0    |

|  | Finale tweede toernooi |

### Finale
|                 |                |       |         |                                            |
| 16 april Finale | ABC            | 2 – 0 | Alecrim | Arena das Dunas, Natal Toeschouwers: 8.616 |
| 16 april Finale | Nando 18', 23' |       |         | Arena das Dunas, Natal Toeschouwers: 8.616 |

| ABC | Alecrim |

## Finale
|            |                                        |       |                                                         |                                             |
| 1 mei Heen | América de Natal                       | 3 - 3 | ABC                                                     | Arena das Dunas, Natal Toeschouwers: 14.764 |
| 1 mei Heen | Rômulo 6', 45+3' Flávio Boaventura 76' |       | 2' (own) Tiago Dutra 61' Echeverría 90+3' Márcio Passos | Arena das Dunas, Natal Toeschouwers: 14.764 |

| América | ABC |

|             |                                                      |       |                  |                                         |
| 7 mei Terug | ABC                                                  | 4 - 0 | América de Natal | Frasquierão, Natal Toeschouwers: 13.333 |
| 7 mei Terug | Echeverría 5' Jones Carioca 24' Nando 34' (pen), 71' |       |                  | Frasquierão, Natal Toeschouwers: 13.333 |

| ABC | América |

## Kampioen
| Campeonato Potiguar de 2016 |
| Rio Grande do Norte         |
| --------------------------- |
| ABC Kampioen (53° titel)    |